# Eupelmus calopterus
Eupelmus calopterus är en stekelart som beskrevs av Masi 1943. Eupelmus calopterus ingår i släktet Eupelmus och familjen hoppglanssteklar.
Artens utbredningsområde är Somalia. Inga underarter finns listade i Catalogue of Life.